# Кутушев, Рамазан Нургалиевич
Рамазан Нургалиевич Кутушев (22 апреля 1924, д. Карайган будущего Ишимбайского района Республики Башкортостан — 9 января 2020, Уфа) — башкирский писатель. Участник Великой Отечественной войны. Член Союза журналистов России и Республики Башкортостан.

## Биография
Окончил Севастопольское училище зенитной артиллерии, которое работало в Уфе после его эвакуации. По окончании училища, имея офицерское звание, был отправлен на фронт.
Р. Кутушев в 19 лет воевал на Орловско-Курской дуге. В дальнейшем воевал в составе войск Брянского и 1-го Белорусского фронтов прошел боевой путь до самого Берлина. Дважды ранен, был сильно контужен. Получил боевые награды.
После окончания войны два года служил в Берлине. Демобилизовался в звании подполковника в 1947 году и в этом же году возвратился на родину.
Уехав в Уфу, устроился на работу в Президиум Верховного Совета. Впоследствии он работал в советских, партийных органах, в редакциях республиканских газет, в Башкирском книжном издательстве.
С 1964 года преподавал на кафедре философии в Уфимском авиационном институте. Он прошёл ступени от ассистента и старшего преподавателя до доцента кафедры философии. В Институте философии АН СССР защитил кандидатскую диссертацию. В УГАТУ Кутушев проработал около тридцати лет и ушёл оттуда на пенсию.
Много лет Кутушев Рамазан Нургалиевич выступал по радио и телевидению, ездил в составе лекторов общества «Знание» по республике. Печатался на страницах республиканских газет и журналов примерно семьдесят пять лет назад с подписью Рамазана Кутушева. В 2015 году в журнале «Ватандаш» опубликована повесть «Воспоминания воина».
В последние годы продолжал заниматься литературной деятельностью. Издал семь художественных книг, среди них роман под названием «Зенитчики».
Является автором статей Башкирской энциклопедии.

## Награды
- Ордена Красной Звезды и Отечественной войны, Медали «За победу над Германией в войне 1941—1945 гг.», «За освобождение Белоруссии», «За освобождение Варшавы», «За взятие Берлина» и др.

## Сочинения
- Кутушев, Рамазан Нургалиевич. Без победы не вернемся : Рассказы / Рамазан Котошов. — Уфа : Башк. кн. изд-во, 1990. — 188,[2] с.; 16 см; ISBN 5-295-00545-6 : 40 к.
- Кутушев, Рамазан Нургалиевич. Пока на земле есть батыры : [Рассказы] / Рамазан Кутушев; [Худож. С. М. Гилязетдинов]. — Уфа : Башк. изд-во «Китап», 1997. — 85,[2] с. : ил.; 22 см; ISBN 5-295-02164-5 : Б. ц.
- Кутушев, Р. Н. Зенитчики [Текст] : роман-хроника / Р. Н. Кутушев. — Уфа : Китап, 2008. — 356 с. — На башк. яз. — ISBN 978-5-295-04426-7 : Б. ц.
- Кутушев Р. Н. Карайган. Исторические хроники, Уфа, 2019, 219 с, — На башк. яз